# Lodja (Saarde)
Lodja – wieś w Estonii, w prowincji Parnawa, w gminie Saarde.